# Ignaz Pleyel
Ignace Joseph Pleyel (tiếng Pháp: [plɛjɛl]; tiếng Đức: [ˈplaɪl̩]; sinh 18 tháng 6 năm 1757 - mất 14 tháng 11 năm 1831) là một nhà soạn nhạc người Pháp gốc Áo và nhà chế tạo đàn piano thời kỳ cổ điển.

## Cuộc đời
Ông sinh ra ở Ruppersthal (Áo), là con trai của một hiệu trưởng trường học tên là Martin Pleyl. Năm 1772, ông bắt đầu học sáng tác với Joseph Haydn. Sau đó Pleyel chuyển đến Strasbourg, Pháp vào năm 1783 để làm việc cùng với người chỉ huy dàn hợp xướng, Franz Xaver Richter, tại Nhà thờ Strasbourg. Sau khi Richter qua đời năm 1789, Pleyel đảm nhận vai trò chỉ huy hợp xướng (maître de chapelle) của nhà thờ này. Năm 1788, Pleyel kết hôn với Françoise-Gabrielle Lefebvre và có bốn người con, người con trai cả của họ là Camille.
Pleyel chuyển đến Paris năm 1795. Năm 1797, ông thành lập doanh nghiệp với tư cách là nhà xuất bản âm nhạc ("Maison Pleyel"). Hoạt động kinh doanh xuất bản này kéo dài trong 39 năm và xuất bản khoảng 4.000 tác phẩm, bao gồm ấn bản hoàn chỉnh tứ tấu đàn dây của Haydn (1801) cũng như các tác phẩm của Adolphe Adam, Luigi Boccherini, Ludwig van Beethoven, Muzio Clementi, Johann Baptist Cramer, Johann Ladislaus Dussek, Johann Nepomuk Hummel, Wolfgang Amadeus Mozart và Georges Onslow. Pleyel đã sáng tác ít nhất 42 bản giao hưởng, 70 bản tứ tấu đàn dây và một số vở opera cũng như các tác phẩm độc tấu piano, nhạc thính phòng và nhạc cho nghi thức hội Tam điểm.
Pleyel qua đời năm 1831 và được chôn cất tại Nghĩa trang Père Lachaise ở Paris.

## Pleyel pianos
Hãng sản xuất đàn piano Pleyel et Cie được thành lập bởi Ignace Pleyel và tiếp tục xây dựng bởi con trai của Pleyel – Camille Pletyel (1788-1855). Những cây đàn của Pleyel được nhà soạn nhạc nổi tiếng Frederic Chopin đánh giá là « non plus ultra » («không có gì tốt hơn»).
Vào tháng 9 năm 2009, nhà chế tạo đàn piano Paul McNulty đã chế tạo một bản sao của cây đàn Pleyel phiên bản năm 1830. Cây đàn này hiện nằm trong bộ sưu tập của Viện Fryderyk Chopin ở Warsaw và được sử dụng trong Cuộc thi piano quốc tế trên những các cụ thời xưa mang tên Chopin lần thứ nhất.

## Danh sách đĩa nhạc
1. Yuan Sheng. Frederic Chopin. Ballades Nos 1–4/Impromptus Nos 1–4. Played on the 1845 Pleyel piano. Label: Piano Classics
2. Freddy Eichelberger. Beranger. Chansons. Pleyel 1845 piano. Early Piano series. CD 5. Label: Alpha Classics.
3. Ronald Brautigam. Felix Mendelssohn. Piano Concertos. Played on a copy of the 1830 Pleyel piano made by Paul McNulty. Label: BIS Records
4. Janusz Olejniczak Chopin evening around 1831 Pleyel.
5. Alexei Lubimov. Chopin, Bach, Mozart, Beethoven: at Chopin's home piano. Played on the original 1843 upright Pleyel piano. Label: NIFCCD
6. Dina Yoffe. Fryderyk Chopin. Piano Concertos No 1 & 2. Version for one piano. Played on the 1848 Pleyel and the 1838 Erard pianos. Label: Fryderyk Chopin Institute
7. Viviana Sofronitsky, Sergei Istomin. Frederyk Chopin. Complete works for cello and piano. Played on a copy of the 1830 Pleyel piano made in 2010 by Paul McNulty. Label: Passacaille
8. Kevin Kenner. Fryderyk Chopin. 4 Impromptus. Played on the 1848 Pleyel piano. Label: Fryderyk Chopin Institute
9. Patrick Schneyder. Franz Liszt. Mazeppa. Early piano series. CD 10. Played on Pleyel piano 1846. Label: Alpha Classics.
10. Arthur Schoonderwoerd. Fryderyk Chopin. Mazurkas, Valses & other dances. Early Piano series. CD 7. Played on Pleyel piano 1836. Label: Alpha Classics.
11. Tomasz Ritter. Fryderyk Chopin. Sonata in B minor, Ballade in F minor, Polonaises, Mazurkas. Karol Kurpinski. Polonaise in D minor. Played on the 1842 Pleyel piano, the 1837 Erard piano and a copy of Buchholtz piano from ca 1825–1826 made by Paul McNulty. Label: Fryderyk Chopin Institute